# Fórmula de Kingman
En teoria de cues, una disciplina dins de la teoria matemàtica de la probabilitat, la fórmula de Kingman (també coneguda com l'equació VUT), és una aproximació del temps d'espera mitjà en una cua G/G/1. La fórmula és el producte de tres termes que depenen de la utilització (U), la variabilitat (V) i el temps de servei (T). Va ser publicat per primera vegada per John Kingman en el seu article The single server queue in heavy traffic (la cua de servidors únics en trànsit pesat) de 1961. Se sap que generalment és molt precisa, especialment per a un sistema que funciona a prop de saturació.

## Enunciat de fórmula
Els estats d'aproximació de Kingman és igual a
{\displaystyle \mathbb {E} (W_{q})\approx \left({\frac {\rho }{1-\rho }}\right)\left({\frac {c_{a}^{2}+c_{s}^{2}}{2}}\right)\tau }
on τ és el temps mitjà de servei (és a dir, μ = 1/τ és el servei estimat), λ és l'estimació mitjana de l'arribada, ρ = λ/μ és l'ús, ca és el coeficient de variació per a les arribades (és a dir, la desviació estàndard dels temps d'arribada dividida per l'hora mitjana d'arribada) i cs és el coeficient de variació dels temps de servei.